# 科洛姆纳

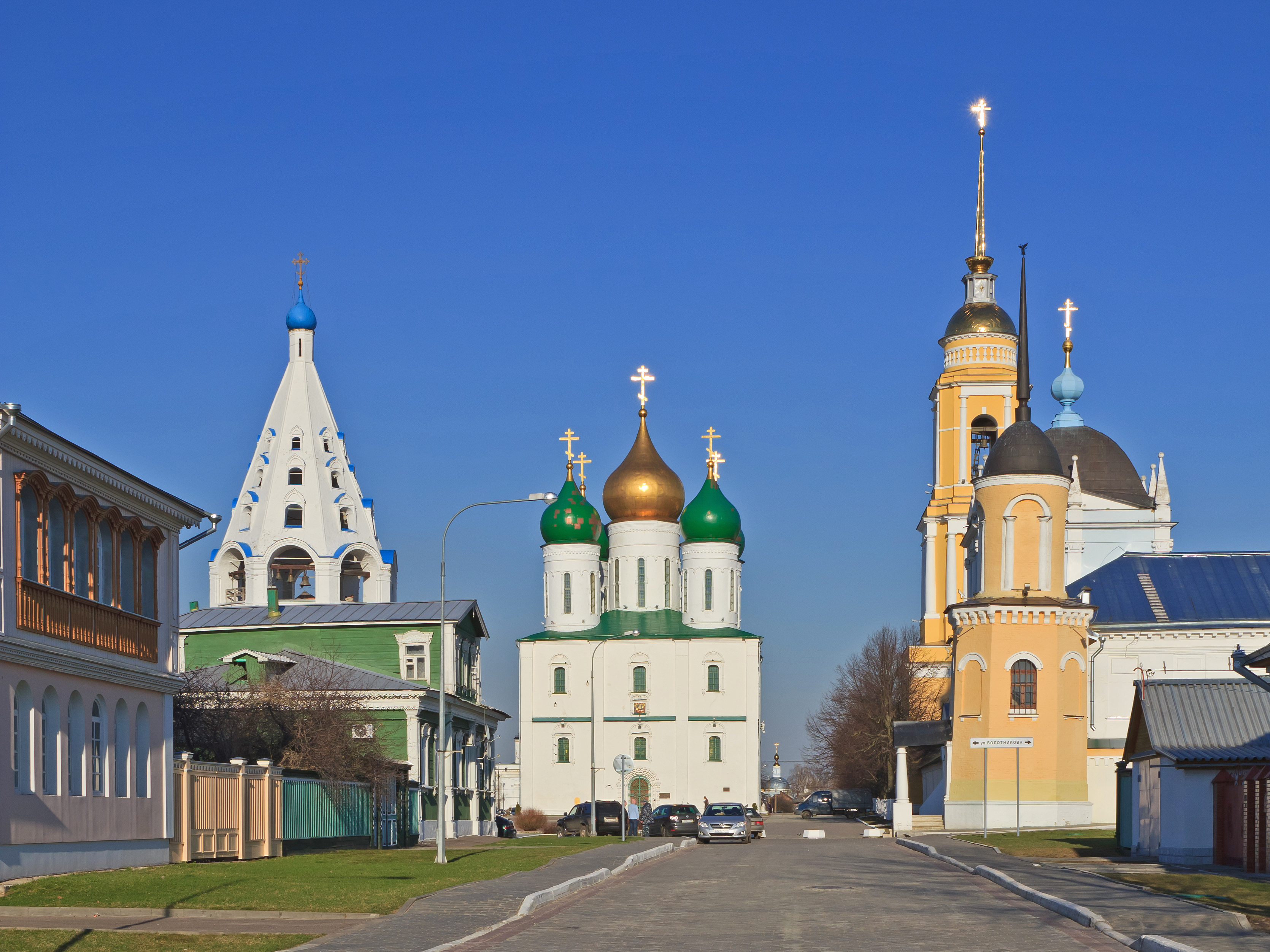

科洛姆纳（俄语：Коло́мна）是俄罗斯莫斯科州南部的一座古老城市，位于莫斯科河和奥卡河的交汇处，面积65.1平方公里，人口150,129人（2002年）。
科洛姆纳在莫斯科河同奥卡河交汇处。是河港城市。重要的铁路站。人口15.6万（1985年）。1177年见于史籍。
工业以内燃机车、重型机床、纺织机械制造为主，还有水泥、钢筋混凝土构件等工厂。有内燃机研究所。
城市有建于十四世纪、十七世纪的寺院、古塔、教堂、地志博物馆等古迹。

## 友好城市
- 白俄罗斯莫洛杰奇诺
- 拉脱维亚包斯卡
- 美国北卡罗来纳州罗利
- 俄罗斯莫斯科